# Warner Bros. Pictures Animation
Warner Bros. Pictures Animation (WBPA), cunoscut anterior ca Warner Animation Group (WAG), este un studio de animație american care este marca de filme de animație teatrale a Warner Bros. Motion Picture Group, divizia de producție și distribuire de filme a Warner Bros.. Înființat în 7 ianuarie 2013, este succesorul studioului dizolvat de animație tradițională 2D de mână Warner Bros. Feature Animation, care a fost închis în 2004, și este de asemenea soră cu studioul regular Warner Bros. Animation.
Studioul a produs 10 filme lungmetraj, primul fiind Marea Aventură Lego, care a fost lansat pe 7 februarie 2014, și cel mai recent a fost Gașca Animăluțelor DC, care a fost lansat pe 29 iulie 2022; lansările lor viitoare includ Coyote vs. Acme la o dată nespecificată în 2024, The Cat in the Hat pe 27 februarie 2026, Coyote vs. Acme în 2026, Bad Fairies pe 26 martie 2027, Margie Claus pe 5 noiembrie 2027, Oh, The Places You'll Go! pe 17 martie 2028, Dynamic Duo în 2028 și Toto la o dată nespecificată. Filmele realizate de WBPA au încasat un total de 2 miliarde de $ la box office.

## Istorie
Pe 7 ianuarie 2013, Jeff Robinov (pe atunci șef al diviziei de filme a studioului) a fondat un departament de dezvoltare de scenarii, poreclit un "think tank" pentru dezvoltarea de filme animate cinematografice, cunoscut ca Warner Animation Group. Grupul include John Requa, Glenn Ficarra, Nicholas Stoller, Jared Stern, Phil Lord și Christopher Miller. Warner Bros. a creat grupul cu speranțe că recepția la box office a filmelor sale va fi la același nivel cu filmele celorlalte studiouri de animație.

Scutul WAG folosit ca logo de imprimare din 2014 până în 2021; folosit extensiv în trailere

Pe 7 februarie 2014, primul film al Warner Animation Group, Marea Aventură Lego, a fost lansat la cinematografe. A fost aclamat și a fost un succes la box office.
Al doilea film al WAG, Berzele, a venit pe 23 septembrie 2016,  și a a avut o recepție mixtă din partea criticilor.
În 2017 au fost al treilea și al patrulea film al studioului, Lego Batman: Filmul și Lego Ninjago: Filmul, cu primul fiind un succes critic și financiar iar al doilea a eșuat la box office și a avut parte de o părere generală împărțită. Mai târziu tot în acest an, pe 14 decembrie, Allison Abbate și Chris Leahy au fost numiți respectivi vice președinți executiv și senior ai Warner Animation Group.
Aventurile lui Smallfoot a fost lansat pe 21 septembrie 2018, ca al cincilea film al Warner Animation Group, și a fost un succes critic și financiar.
Marea Aventură Lego 2, al șaselea film al WAG, a fost lansat pe 10 februarie 2019. Deși a avut parte de o reacție călduroasă de la critici, nu a reușit la box office.
În octombrie 2019, studioul britanic Locksmith Animation a semnat cu Warner Bros. o înțelegere de distribuire a filmelor sale pe o perioadă de mai mulți ani.
Al șaptelea film de la studio, Scooby-Doo! Mistere cu cap și coadă, un film reboot de animație a seriei Scooby-Doo, a fost lansat pe video on demand în loc de cinematografe ca răspuns la pandemia de COVID-19 pe 15 mai 2020. A avut o recepție mixtă din partea criticilor.

Fost logo ca Warner Animation Group folosit din 2021–2023.

În 2021, studioul a lansat două filme hibrid de live-acțion/animație simultan în cinematografe și pe HBO Max ca parte a strategiei Warner Bros. pentru acest an: Tom și Jerry și Space Jam: O nouă eră. Ambele filme au fost primite cu răceală de critici, dar în timp ce Tom și Jerry a fost un succes la box office, Space Jam: O nouă eră a fost o dezamăgire la box office. Tom și Jerry a fost primul film al Warner Animation Group care a avut un logo revizuit al scutului WB introdus în 2021, care se potrivește cu cel obișnuit al studioului părinte, creat de compania Devastatudios (cu norii realizați folosind Terragen).
Un film bazat pe Legiunea de Super-Animale, Gașca Animăluțelor DC, a fost lansat pe 29 iulie 2022. A avut parte de recenzii pozitive din partea criticilor și a fost un succes la box office.
Scoob! Holiday Haunt, un film spin-off și prequel de Crăciun al filmului Scooby-Doo! Mistere cu cap și coadă, cu versiunile tinere ale Găștii Scooby și fiind dublați de actorii tineri ai lor, a fost programat pentru lansare pe HBO Max în 2022, dar a fost anulat în august 2022 după fuziunea Warner Bros. Discovery de David Zaslav, CEO-ul companiei, pe motivele de măsuri de reducere a costurilor și o reconcentrare pe filme cinematografice în loc de a crea proiecte pentru streaming. Urmând acestei fuziuni, Allison Abbate a părăsit compania.

Logo nefolosit pentru studioul de animație redenumit atunci în 2023.

Pe 9 februarie 2023, s-a anunțat că Bill Damaschke, fost director creativ principal al DreamWorks Animation, a intrat în discuții să conducă Warner Animation Group. Pe 5 mai 2023, a fost confirmat într-un apel de câștiguri al Warner Bros. Discovery că el a fost angajat ca președinte și că lucrează cu Michael De Luca și Pamela Abdy, cei doi co-CEO ai Warner Bros. Pictures Group, pentru a dezvolta un tabel de filme. Pe 9 iunie 2023, Damaschke a anunțat schimbarea diviziei în Warner Bros. Pictures Animation și a spus că ei plănuiesc să urmeze conducerea creativă a lui De Luca și Abdy.

### Lansări viitoare
În ianuarie 2018, studioul a început un parteneriat strategic cu Dr. Seuss Enterprises să producă filme muzicale  bazate pe lucrările lui Seuss. Primul film sub această colaborare este adaptarea a The Cat in the Hat, scrisă și regizată de Alessandro Carloni și Erica Rivinoja cu Bill Hader în rolul personajului titular. Este programat pentru lansare pe 27 februarie 2026, devenind primul film sub marca WBPA. Un spin-off bazat pe personajele Thing One și Thing Two este, de asemenea, în dezvoltare.
În august 2018, studioul a început dezvoltarea unui film hibrid live-action/animat bazat pe personajul Looney Tunes și Merrie Melodies Wile E. Coyote, intitulat Coyote vs. Acme. Proiectul a fost regizat de Dave Green de la un scenariu de Samy Burch, cu Chris DeFaria și James Gunn fiind producători. Inițial, filmul a fost programat pentru 21 iulie 2023, o dată pe care mai târziu a pierdut-o la Barbie de Greta Gerwig. În noiembrie 2023, compania părinte Warner Bros. Discovery a anunțat că proiectul nu va fi lansat în ciuda completării sale, cu studioul preferând să ia o deducere fiscală în schimb. În urma reacțiilor ample din partea publicului și industriei, Green și colaboratorii lui au fost permiși să prezinte filmul potențialilor distribuitori, cu Netflix, Amazon MGM Studios, Paramount Pictures și Apple Studios interesându-se de proiect. După mai multe negocieri fără succes, filmul a rămas în incertitudine. În martie 2025, Ketchup Entertainment a achiziționat drepturile mondiale pentru film, programând proiectul pentru o lansare pe 28 august 2026.
În iunie 2023, urmând redenumirii studioului ca WBPA, o înțelegere de primă vedere cu studioul independent britanic Locksmith Animation a fost anunțată. Primul film sub acest parteneriat este o comedie muzicală intitulată Bad Fairies, regizată de Megan Nicole Dong de la un scenariu de Deborah Frances-White. Filmul este programat pentru lansare pe 23 iulie 2027.
Un film de Crăciun intitulat Margie Claus este programat pentru lansare pe 5 noiembrie 2027 cu Melissa McCarthy în rolul principal și producând sub compania ei On the Day Productions alături de Ben Falcone și Pilar Flynn, cu Falcone și Damon Flynn semnând scenariul. Proiectul a fost configurat anterior ca un film live action la New Line Cinema.
Oh, the Places You'll Go!, al doilea film al parteneriatului WBPA cu Dr. Seuss Enterprises, este programat pentru lansare pe 17 martie 2028. Jon M. Chu și Jill Culton regizează de la un scenariu de Rob Lieber. J.J. Abrams (prin compania lui Bad Robot Productions) și Gregg Taylor vor produce.
În colaborare cu compania soră DC Studios și studioul de animație cu păpuși Swaybox, WBPA dezvoltă Dynamic Duo, regizat de Arthur Mintz și scris de Matthew Aldrich. O poveste de origine pentru personajele Dick Grayson (Nightwing) și Jason Todd (Red Hood), filmul este "un mix de animație, păpușărie și CG". Proiectul este programat pentru lansare pe 30 iunie 2028.
O adaptare lungmetraj a seriei de cărți de fantezie de Marissa Meyer The Lunar Chronicles a fost anunțat ca al doilea film în dezvoltare sub acordul cu Locksmith Animation. Noëlle Raffaele regizează de la un scenariu de from Kalen Egan și Travis Sentell. Filmul este programat pentru lansare pe 3 noiembrie 2028.
Al doilea film Hanna-Barbera va fi Meet the Flintstones, o poveste de origine bazat pe Familia Flintstone care se află în dezvoltare timpurie și este scris de Aaron Horvath și Michael Jelenic, care au regizat anterior Super Mario Bros: Filmul pentru Illumination.
Un "proiect super-secret" bazat pe Looney Tunes este în dezvoltare. Todd Wilderman și Hamish Grieve sunt atașați ca regizori.
O adaptare de film de animație fotorealistic bazată pe serialul Animal Planet Meerkat Manor a fost anunțat a fi în dezvoltare în aprilie 2024, cu Seth Green și Tracy Falco ca producători și creatorea serialului Caroline Hawkins și Clare Birks ai Oxford Scientific Films ca producători executivi.
Un film de animație lungmetraj bazat pe Emily the Strange este în dezvoltare cu Pamela Ribon aleasă să semneze scenariul. Bad Robot va coproduce filmul, cu Rob Reger, creatorul lui Emily the Strange, servind ca producător executiv alături de Trevor Duke-Moretz.
Un nou film bazat pe Tom și Jerry este în lucru, cu Rashida Jones, Will McCormack și Michael Govier semnând scenariul.

## Proces
Similar cu Paramount Animation și Sony Pictures Animation, Warner Bros. Pictures Animation externalizează producția animației filmelor sale la alte studiouri. Printre care Animal Logic (franciza Marea Aventură Lego, Gașca animăluțelor DC și Toto), Sony Pictures Imageworks (Berzele și Aventurile lui Smallfoot), Reel FX Creative Studios (Scooby-Doo! Mistere cu cap și coadă), Framestore (Tom și Jerry), Industrial Light and Magic (Space Jam: O nouă eră) și DNEG (Coyote vs. Acme, The Cat in the Hat). Totuși, Space Jam: O nouă eră a inclus animație tradițională de mână, realizată în casă și de asemenea externalizată la Company 3 Animation și Tonic DNA.
Bugetul filmelor lor tinde să fie între 60–80 de milioane de $. Cele mai scumpe filme ale lor, Marea Aventură Lego 2, Scooby-Doo! Mistere cu cap și coadă și Space Jam: O nouă eră au costat 99 de milioane de $, 90 de milioane de $ și 150 de milioane de $ respectiv; Gașca Animăluțelor DC are același buget de 90 de milioane de $ ca Scooby-Doo! Mistere cu cap și coadă.
Departamentul de scenarii este raportat ca fiind oarecum similar cu cel de "brain trust" al Pixar Animation Studios în termeni de cum membrii acestuia se consultă unul cu celălalt și dându-și păreri la proiectele fiecăruia. Acest grup este poreclit "think tank".

## Filmografie

### Filme lungmetraj

#### Filme lansate
| #                         | Titlu                               | Data lansării             | Regizor                                    | Coproducție cu | Servicii de animație |
| Ca Warner Animation Group | Ca Warner Animation Group           | Ca Warner Animation Group | Ca Warner Animation Group                  | Ca Warner Animation Group                                                                                             | Ca Warner Animation Group                                                                                                  |
| ------------------------- | ----------------------------------- | ------------------------- | ------------------------------------------ | --- | --- |
| 1                         | Marea Aventură Lego                 | 7 februarie 2014          | Phil Lord Christopher Miller               | Village Roadshow Pictures RatPac-Dune Entertainment Lego System A/S Vertigo Entertainment Lin Pictures                | Animal Logic |
| 2                         | Berzele                             | 23 septembrie 2016        | Nicholas Stoller Doug Sweetland            | RatPac-Dune Entertainment Stoller Global Solutions (necreditat)                                                       | Sony Pictures Imageworks                                                                                                   |
| 3                         | Lego Batman: Filmul                 | 10 februarie 2017         | Chris McKay                                | DC Entertainment RatPac-Dune Entertainment Lego System A/S Vertigo Entertainment Lin Pictures Lord Miller Productions | Animal Logic |
| 4                         | Lego Ninjago: Filmul                | 22 septembrie 2017        | Charlie Bean Bob Logan Paul Fisher         | RatPac-Dune Entertainment Lego System A/S Vertigo Entertainment Lin Pictures Lord Miller Productions                  | Animal Logic |
| 5                         | Aventurile lui Smallfoot            | 28 septembrie 2018        | Karey Kirkpatrick Co-regizor: Jason Reisig | Zaftig Films | Sony Pictures Imageworks                                                                                                   |
| 6                         | Marea Aventură Lego 2               | 8 februarie 2019          | Mike Mitchell                              | Lego System A/S Vertigo Entertainment Rideback Lord Miller Productions                                                | Animal Logic |
| 7                         | Scooby-Doo! Mistere cu cap și coadă | 15 mai 2020               | Tony Cervone                               | N/A | Reel FX Creative Studios                                                                                                   |
| 8                         | Tom și Jerry                        | 26 februarie 2021         | Tim Story                                  | The Story Company Turner Entertainment                                                                                | Framestore |
| 9                         | Space Jam: O nouă eră               | 16 iulie 2021             | Malcolm D. Lee                             | Proximity Media The SpringHill Company                                                                                | Industrial Light & Magic Luma Pictures Cinesite Company 3 Animation Tonic DNA House of Moves Day For Nite Studio D Virtuos |
| 10                        | Gașca Animăluțelor DC               | 29 iulie 2022             | Jared Stern Co-regizor: Sam Levine         | DC Entertainment Seven Bucks Productions                                                                              | Animal Logic |

#### Filme viitoare
| #                                  | Titlu                              | Data lansării                      | Regizor                            | Coproducție cu                                | Servicii de animație                       | Status                                               |
| Ca Warner Bros. Pictures Animation | Ca Warner Bros. Pictures Animation | Ca Warner Bros. Pictures Animation | Ca Warner Bros. Pictures Animation | Ca Warner Bros. Pictures Animation            | Ca Warner Bros. Pictures Animation         | Ca Warner Bros. Pictures Animation                   |
| ---------------------------------- | ---------------------------------- | ---------------------------------- | ---------------------------------- | --------------------------------------------- | ------------------------------------------ | ---------------------------------------------------- |
| 11                                 | The Cat in the Hat                 | 27 februarie 2026                  | Erica Rivinoja Alessandro Carloni  | Dr. Seuss Enterprises                         | DNEG Animation                             | În producție                                         |
| 12                                 | Coyote vs. Acme                    | 28 august 2026                     | Dave Green                         | Two Monkeys, a Goat and Another, Dead, Monkey | DNEG Animation Duncan Studio (animație 2D) | Completat; va fi distribuit de Ketchup Entertainment |
| 14                                 | Bad Fairies                        | 23 iulie 2027                      | Megan Nicole Dong                  | Locksmith Animation                           | DNEG Animation                             | În producție                                         |
| 15                                 | Margie Claus                       | 5 noiembrie 2027                   | Shane Prigmore                     | On the Day Productions                        | VFA                                        | În producție                                         |
| 16                                 | Oh, the Places You'll Go!          | 17 martie 2028                     | Jon M. Chu Co-regizor: Jill Culton | Dr. Seuss Enterprises Bad Robot Productions   | VFA                                        | În dezvoltare                                        |
| 17                                 | Dynamic Duo                        | 30 iunie 2028                      | Arthur Mintz                       | DC Studios 6th & Idaho Swaybox                | Swaybox                                    | În producție                                         |
| 18                                 | The Lunar Chronicles               | 3 noiembrie 2028                   | Noëlle Raffaele                    | Locksmith Animation                           | Industrial Light & Magic                   | În producție                                         |

### Scurtmetraje
| #  | Titlu                                                           | Data lansării      | Lansat cu                | Note                       |
| -- | --------------------------------------------------------------- | ------------------ | ------------------------ | -------------------------- |
| 1  | Enter the Ninjago                                               | 17 iunie 2014      | Marea Aventură Lego      | Lansare media la domiciliu |
| 2  | The Lego Movie: 4D - A New Adventure                            | 29 ianuarie 2016   | N/A                      | Atracție 4D                |
| 3  | The Master                                                      | 23 septembrie 2016 | Berzele                  | Lansare teatrală           |
| 4  | Pigeon Toady's Guide to Your New Baby                           | 6 decembrie 2016   | Berzele                  | Lansare media la domiciliu |
| 5  | Dark Hoser                                                      | 13 iunie 2017      | Lego Batman: Filmul      | Lansare media la domiciliu |
| 6  | Batman is Just Not That Into You                                | 13 iunie 2017      | Lego Batman: Filmul      | Lansare media la domiciliu |
| 7  | Cooking with Alfred                                             | 13 iunie 2017      | Lego Batman: Filmul      | Lansare media la domiciliu |
| 8  | Movie Sound Effects: How Do They Do That?                       | 13 iunie 2017      | Lego Batman: Filmul      | Lansare media la domiciliu |
| 9  | Shark E. Shark in "Which Way to the Ocean?"                     | 19 decembrie 2017  | Lego Ninjago: Filmul     | Lansare media la domiciliu |
| 10 | Zane's Stand Up Promo                                           | 19 decembrie 2017  | Lego Ninjago: Filmul     | Lansare media la domiciliu |
| 11 | Turkish Airlines: Safety Video with The LEGO Movie Characters   | 1 august 2018      | N/A                      | Lansare online             |
| 12 | Emmet's Holiday Party                                           | 10 decembrie 2018  | N/A                      | Lansare online             |
| 13 | Super Soozie                                                    | 11 decembrie 2018  | Aventurile lui Smallfoot | Lansare media la domiciliu |
| 14 | "Everything is Awesome" Dance Together Music Video              | 8 ianuarie 2019    | N/A                      | Lansare online             |
| 15 | Turkish Airlines: Safety Video with The LEGO Movie 2 Characters | 1 martie 2019      | N/A                      | Lansare online             |

## Francize
| Titlu               | Filme | Scurtmetraje | Ani          |
| ------------------- | ----- | ------------ | ------------ |
| Marea Aventură Lego | 4     | 11           | 2014–2019    |
| DC Comics           | 2     | 4            | 2017–prezent |
| Tom și Jerry        | 1     | 0            | 2021–prezent |
| Looney Tunes        | 1     | 0            | 2021–prezent |